# Sophie-Véronique Cauchefer-Choplin
Pour les articles homonymes, voir Choplin.
Sophie-Véronique Cauchefer-Choplin, née le 28 décembre 1959 à Nogent-le-Rotrou (Eure-et-Loir), est une organiste et improvisatrice française.

## Biographie
Elle est issue d'une famille de musiciens qui lui enseigne le piano dès son plus jeune âge. Après des études musicales (piano, orgue et harmonie) à l'École nationale de musique du Mans (maintenant le Conservatoire du Mans) couronnées par le prix du ministère de la Culture en 1980, elle entre au Conservatoire national supérieur de musique et de danse de Paris dans la classe d’orgue de Rolande Falcinelli où elle obtient un Premier Prix d'orgue et un Premier Prix d'improvisation ainsi que les prix d'harmonie, de fugue et de contrepoint (classes de Jean Lemaire, Michel Merlet et Jean-Claude Henry). 
Organiste émérite du Grand-Orgue de Saint Jean-Baptiste de la Salle à Paris (1983-2013), elle est organiste du Grand-Orgue de l'église Saint-Sulpice à Paris depuis 1985, et nommée titulaire en février 2023. Elle est la première femme à accéder à ce titre sur les trois plus grandes tribunes parisiennes. En 1990, elle se perfectionne avec Loïc Mallié et reçoit le second prix d'improvisation (elle est l'unique femme lauréate) du Concours international d'orgue de Chartres.
Sophie-Véronique Cauchefer-Choplin poursuit une brillante carrière de concertiste (en soliste, avec instrument et avec orchestre) dans le monde entier : elle a parcouru plus d’une trentaine de pays. Considérée par ses pairs comme l'une des meilleures improvisatrices de sa génération, elle se produit dans le cadre de concerts « orgue et récitant » notamment avec Pierre Arditi, Pauline Choplin, Pierre-Marie Escourrou, Didier Flamand, Brigitte Fossey, François-Éric Gendron,  Michael Lonsdale, Marcel Maréchal et Guillaume Marquet. En 2019, elle s'est également produite avec des comédiens étrangers en Allemagne et en Finlande. En 2022, elle a créé, avec deux comédiens et un metteur en scène, un spectacle musical sur les poèmes d’Alicia Gallienne (« La moitié du songe m’appartient »). 
Sa sensibilité à l'improvisation l'amène à donner des master-class tant en France qu'à l'étranger, tel que pour l'AGO National Convention de 2006 et 2012, ainsi qu'à animer des académies (Londres, Biarritz, Kevlar, Stockholm, Schwäbisch Gmünd, USA...). Elle est également régulièrement sollicitée dans les jurys de concours nationaux et internationaux (AGO Chicago, 2006, Concours international de Chartres 2008, Concours Karl Nielsen Odense 2011, AGO Nashville 2012, Longwood Gardens 2013, Miami 2014, Québec 2014, Dublin 2014, Chartres 2016, Odense 2017, St Albans 2017, Schwäbisch Gmünd 2019 et 2022...).
Elle a été nommée professeur d'orgue en interprétation et improvisation au Royal College of Music de Londres en 2008. Elle a également été professeur invitée à la Yale University - New Haven USA.
Elle s'est produite en septembre 2017 dans le cadre du cycle de concerts de l'église Saint-Sulpice où elle a improvisé, pour la première fois en ce lieu, sur un film muet (« La passion de Jeanne d'Arc » de C.Th. Dreyer). Depuis, elle renouvelle régulièrement cette expérience en France et à l'étranger : en particulier, elle a été invitée pour la Fête du Cinéma (Paris – 2019 et 2020). Elle se produira dans ce cadre au festival d’Iserlohn (Allemagne) et à Pori (Finlande). 
En 2022, elle compose et improvise la musique d’un court-métrage d’après le poème « l’Adieu Perdu » d’Alicia Gallienne.
Elle est nommée au grade de chevalier de la Légion d'honneur le 14 juillet 2024. La décoration lui est remise le 30 novembre 2024 par Claire Chazal.

## Discographie
Ses enregistrements, qui comprennent des œuvres depuis Bach jusqu'aux compositeurs contemporains et des improvisations, ont reçu les louanges de la presse spécialisée[réf. souhaitée]. Son dernier enregistrement (Mendelssohn, Bédard) a été récompensé de 5 diapasons.
Elle enregistre également pour YouTube avec 16-8-4 Productions.

#### Vidéos
- Vimeo L'Adieu Perdu, court-métrage réalisé par Dorian Escourrou d'après un poème d'Alicia Gallienne
- YouTube Sophie-Véronique Cauchefer-Choplin interprète le Prélude de S. Rachmaninov à Saint-Sulpice (2017)
- YouTube Sophie-Véronique Cauchefer-Choplin improvise à Saint-Sulpice (2017)
- YouTube Sophie-Véronique Cauchefer-Choplin interprète le Prélude de Gabriel Pierné à Saint-Sulpice (2017)
- YouTube Mme Cauchefer-Choplin improvise à Saint-Sulpice (2000).
- YouTube Mme Cauchefer-Choplin joue Résurrection, la pièce finale de la Symphonie-Passion de Marcel Dupré à Saint-Sulpice (2000).
- YouTube Mme Cauchefer-Choplin joue l'Andante Sostenuto de la Symphonie Gothique de Widor à Saint-Sulpice (2000).
- YouTube Mme Cauchefer-Choplin joue la Fantaisie et Fugue en do mineur BWV 537 de Bach  à Saint-Sulpice (2000).